# خوسيه مارتينيز (عداء سريع)
خوسيه مارتينيز (بالإسبانية: José Martínez)‏ هو عداء سريع مكسيكي، (و. 1901  م).

## وصلات خارجية
- خوسيه مارتينيز على موقع أوليمبيديا (الإنجليزية)